# القطب المالي للدار البيضاء

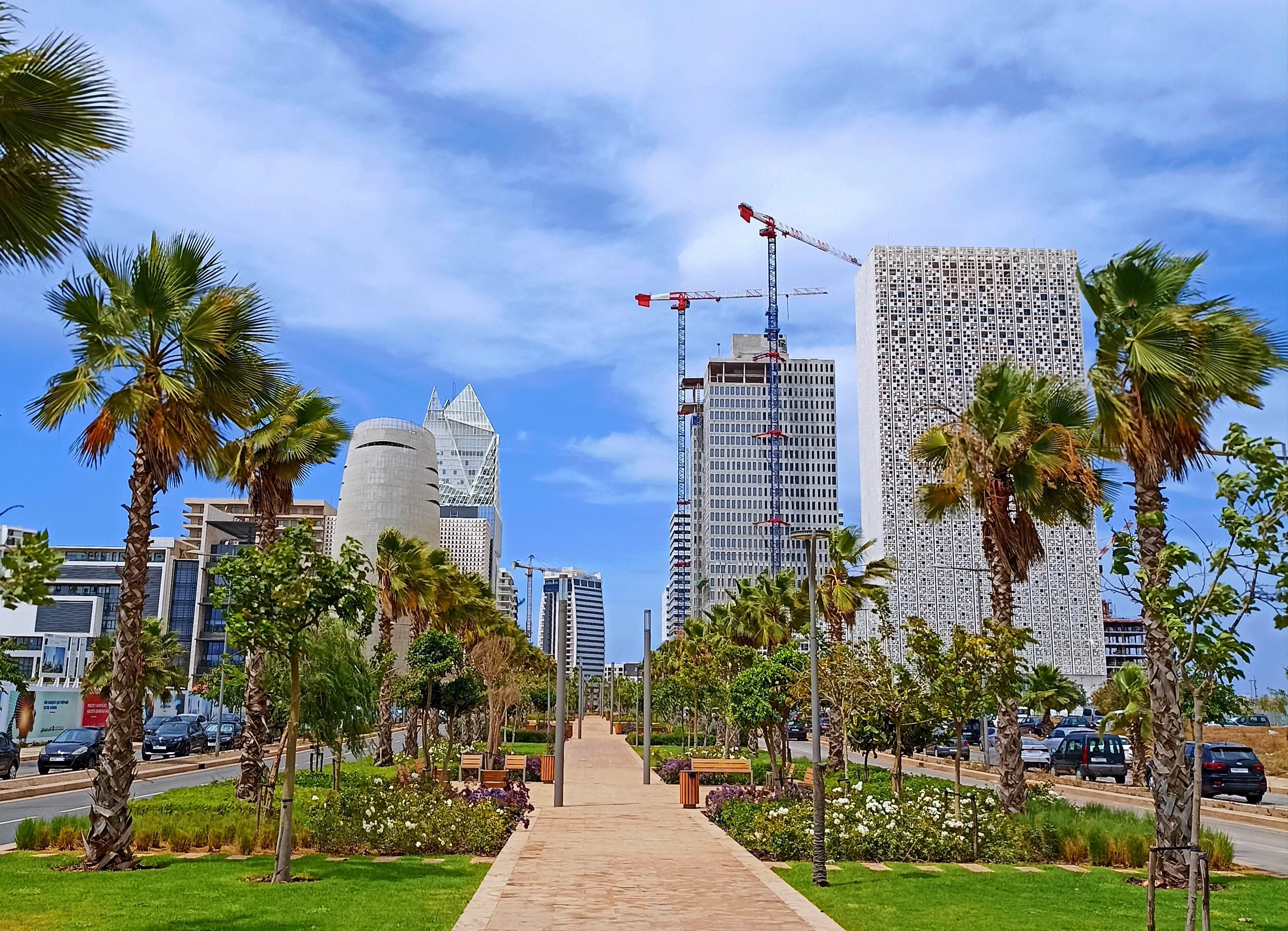
تحتل الدار البيضاء المرتبة 53 في مؤشر المراكز المالية العالمية لسنة 2021.

القطب المالي للدار البيضاء (بالإنجليزية: Casablanca Finance City)‏ حي في الدار البيضاء المغربية ومبادرة اقتصادية مغربية تسعى إلى جذب الاستثمار من قبل الشركات والمؤسسات الدوليتين في شمال إفريقيا وغربها ووسطها واختيار الدار البيضاء مقرا لهما في المنطقة.
ينوي القطب المالي للدار البيضاء إلى إنشاء بيئة كُلّيّة حول ثلاثة أصناف تجارية: شركات مالية ومقدمو خدمات مهنية ومقرات شركات متعددة الجنسية على المستوى الدولي أو المحلي.